# Sternotomis virescens
Sternotomis virescens là một loài bọ cánh cứng trong họ Cerambycidae.